# Les Travaux et les Jours (pièce de théâtre)
Pour l’article homonyme, voir Les Travaux et les Jours.

Centre Georges Pompidou à Paris.

Les Travaux et les Jours est une pièce de théâtre du dramaturge, universitaire et chef d'entreprise français Michel Vinaver. Elle est composée de 9 « morceaux » écrits en 1977 dans le moment de creux qui a suivi la crise pétrolière des années 1970.

## Détails de la pièce

### Temps
Nous sommes en France, au milieu des années 1970, dans le Service Après-Vente de la maison Cosson, une PME familiale d'électroménager qui fabrique des moulins à café sur le point d'être rachetée par une multinationale.

### Lieu
Michel Vinaver décrit le décor souhaité de la mise en scène de Les Travaux et les Jours:
«Un espace de bureau ouvert, équipé de cloisons métalliques basses qui donnent leur configuration aux postes de travail, et auxquelles sont accrochés les éléments de classements et de rangement.
Mobilier métallique en équerre pour les trois employées, avec machine à écrire et téléphone. Un accessoire permet de caler l'écouteur sur l'épaule.

Mobilier métallique standard pour le chef de service»

### Personnages

#### Personnages principaux
- Anne, 40 ans; Nicole, 30 ans; Yvette, 20 ans, employées au service après-vente de la société Cosson
- Guillermo, 42 ans, anciennement ouvrier réparateur, actuellement préposé au contrôle d'arrivée des révisions au service après-vente
- Jaudouard, 45 ans, chef de service[2]

#### Personnages secondaires
- M. Pierre Cosson: actuel et 5e PDG. Ne s'intéresse pas au service après-vente.
- Charles Bataille: directeur administratif et financier. C'était un ancien fonctionnaire de Beaumoulin avant d'entrer chez Cosson.
- Mme Serge: directrice de la logistique, elle prend sa retraite anticipée.
- M. Célidon: élu directeur de la logistique.
- Cécile: une autre employée et amie d'Anne.
- Le petit Roger: frère d'Yvette

## Résumé
Michel Vinaver a résumé sa pièce de la manière suivante: 
«Anne, Nicole et Yvette répondent, au téléphone ou par écrit, aux réclamations des utilisateurs; Guillermo contrôle les appareils retournés à la société pour réparation; Jaudouard est le chef. À eux cinq, ils composent le Service Après-Vente de la société Cosson.
Cosson: une marque de moulins à café. Il y a des gens en France et dans les autres pays qui pour rien au monde ne moudraient leur café avec un appareil autre que Cosson. C'est plus que la reconnaissance d'une qualité. Un lien affectif existe. Une fidélité. Une mystique.
Un lien de même nature caractérise le rapport entre son personnel et son entreprise. Quand on travaille chez Cosson, on est pris dans tout un réseau de sentiments qui débordent les limites d'un simple contrat d'emploi.
Les Travaux et les Jours explore le territoire amoureux qui se constitue entre l'entreprise, ses employés et ses clients. Les amours ne sont pas nécessairement heureuses. Le territoire en question est parcouru de tensions et de conflits. Au point qu'il se disloque ou se dissout, à la fin, sous la poussée de forces contraires. On s'aperçoit alors qu'une histoire s'est racontée»

### UN
La scène d'exposition est une entrée in media res. Elle montre en scène le service après-vente (SAV) de l'entreprise Cosson avec Nicole parlant à une cliente au téléphone. Jaudouard, le chef, entend la conversation de celle-ci et se permet de lui faire des remarques sur la manière idéale dont il faut parler avec les clients. On comprend vite que Cosson est une ancienne entreprise de moulin à café traditionnelle française, qui ne s'est pas modernisée. Ses concurrents sont Beaumoulin et Mixwell. Jaudouard, rôde autour de "la petite" Yvette et la harcèle en lui tenant des propos menaçants sur sa place future dans l'entreprise. En effet, le contrat de celle-ci expire dans environ un mois. Nicole est en couple avec Guillermo. Mais on voit que celui-ci est en relation d'amour avec Yvette. Jalouse, Nicole espère que le contrat d'Yvette ne sera pas reconduit. On assiste aussi à la discussion entre Anne et Nicole à propos des changements futurs à la direction de l'entreprise et de leur rêve de nommer Anne à la place de Jaudouard, comme cheffe de service.

### DEUX
Anne essaie d'attirer l'attention de Jaudouard en lui donnant remède et conseils pour qu'il se débarrasse de sa sinusite. Anne est jalouse d'Yvette puisque Jaudouard veut la posséder. Guillermo, Nicole et Anne complètent chacun à tour de rôle (12 répliques consécutives) le discours prononcé, auparavant, par le directeur P.D.G M. Pierre Cosson.

### TROIS
Yvette parle de ses aventures amoureuses. On comprend aussi que Guillermo, le plus ancien employé de chez Cosson, est profondément attaché à cette entreprise. Il connait toute sa généalogie (les 6 générations). Pour occuper son poste et rester définitivement au sein du service d'après-vente, Yvette pense se laisser faire par Jaudouard. Celui-ci, lui propose d'aller au cinéma.

### QUATRE
Yvette et Nicole commencent à s'entendre. Visite des représentants des entreprises concurrentes : Beaumoulin et Mixwell. M. Pierre préfère vendre son entreprise aux français malgré l'offre alléchante de Mixwell.

### CINQ
Des changements sont en train de s'effectuer au sein de l'entreprise. Guillermo apprend par Jaudouard qu'il devra choisir entre un licenciement avec un préavis de neuf mois et un transfert dans une usine des Vosges. Annonce officielle à la presse : "Cosson [...] passe sous le contrôle du groupe Beaumoulin. Les employés du SAV sont scandalisés d'apprendre une telle nouvelle dans les journaux. Guillermo refuse de parler de la mort de son père, mais s'ouvre petit à petit sur son enfance.

### SIX
Une nouvelle hiérarchie "raccourci[e]" est officiellement annoncée. Une dernière et ultime chance a été offerte à Jaudouard, il reste le chef des ventes. Yvette parle du massacre des cambodgiens à deux reprises sans attirer l'intérêt des employés. Des soupçons tournent autour de la relation entre Yvette et Jaudouard. Jalouse, Anne refuse d'y croire. Nicole demande à être augmentée pour le travail qu'elle fournit, Jaudouard décline sa proposition. Guillermo choisit de partir travailler à l'usine située dans les Vosges, poste proposé par Jaudouard et ses chefs.

### SEPT
C'est le trente-huitième jour d'arrêt de production des machines Cosson. Nicole et Anne et Yvette subissent une pression à double sens, l'une de la part des clients et l'autre de la direction. «Un Cosson en moins ça fait un Beaumoulin vendu en plus», «Ils vont nous tenir la tête dans l'eau le temps qu'il le faut»: ces deux répliques de Nicole résument la situation délicate de ce morceau. Même le syndicat des travailleurs s'avère être l'opposant de ces salariés: «Moi j'ai vu l'inspecteur du travail, une section syndicale ça ne pose pas de problème à démarrer à deux heures puis à quatre heures du matin cette nuit de l'usine.»

### HUIT
Guillermo ne part finalement plus travailler à l'usine dans les Vosges, il va être engagé en tant que restaurateur chez un brocanteur des foires et marchés. Il s'installera avec Yvette. Celle-ci déclare son amour pour Nicole. Jaudouard passe à l'Administration des ventes, et le SAV est supprimé. En effet, l'ordinateur et le répondeur automatique effectueront les quatre-vingt pour cent du travail des téléphonistes. Cependant, l'entreprise choisira l'une d'entre Anne, Nicole et Yvette pour le traitement des cas particuliers à un taux de travail de vingt pour cent.

### NEUF
Anne regrette d'abandonner ainsi les clients. Selon elle et Nicole, les gens apprécient plus le fait de discuter, de communiquer avec les téléphonistes que de réclamer, car la vie pour eux est "si peu supportable". Yvette, Guillermo et Nicole décident d'habiter ensemble. Yvette a été choisie pour occuper le seul poste à vingt pour cent qui reste. Guillermo dévoile subitement la cause de la mort de son père. Jaudouard propose à Anne d'entretenir une relation intime de temps à autre. Yvette aimerait avoir un enfant avec Guillermo et propose à Nicole d' en faire autant.

## Liste des intrigues
Comme le souligne Danielle Chaperon, le petit effectif des personnages de la pièce n'empêche pas le tissage de plusieurs intrigues secondaires, se mêlant et se séparant au fur et à mesure que les répliques s'avancent. Elle a dressé une liste "exhaustive" de thèmes qui surgissent de l'histoire, dont la plupart des fils auraient trouvé une situation finale dans l'intrigue.

- Le triangle amoureux Nicole/son mari/Guillermo
- Le triangle amoureux Yvette/Guillermo/Nicole
- Le contrat de travail d'Yvette : va-t-elle être engagée définitivement ?
- Yvette et sa famille (son frère Roger)
- Anne et sa fille Judith (qui a fugué)
- Cécile et ses loisirs (sa campagne, ses chats, ses nappes brodées, le Parthénon…)
- Les tentatives de séduction de Jaudouard
- La carrière de Guillermo et ses relations avec les ouvriers en grève
- Le destin de l'entreprise Cosson sur le marché boursier
- Les promotions internes de l'entreprise Cosson (Bataille, Célidon, Mme Serge…)
- La réparation des machines et les relations aux clients
- La grève de l'usine
- La construction des cloisons dans le bureau des réparations.

## Contextes
La pièce reflète un moment charnière dans l'histoire économique et sociale de la France. C'était à la fois le début de l'ordinateur, qui a complètement bouleversé la vie des gens dans l'entreprise, et aussi celui du mouvement d'absorption, de regroupement, de démantèlement de la petite entreprise familiale.

### Contexte historique
- 11 avril 1976: La société Apple commercialise son premier ordinateur individuel sous le nom "Apple 1". Il ne sera vendu qu'à quelques centaines d'unités[10].
- 08 mars 1977: L'Organisation des Nations unies (ONU) instaure la journée internationale de la femme, qui a lieu tous les 8 mars[11].
- 10 juin 1977: La société Apple lance l'Apple II, le premier ordinateur personnel commercialisé à grande échelle[11].
- 1977-1978: Début de l'affaire de la Bête des Vosges, qui tue plus de 300 animaux entre Châtel-sur-Moselle, Rambervillers et La Bresse[11].
- 1967-1979: Génocide des Cambodgiens. Yvette en parle à deux reprises dans le 6e morceau de la pièce[12].

### Contexte économique
La crise économique des années 70 est due principalement à la hausse du prix du pétrole qui a duré jusqu'en 1980. En effet, ceci a engendré la baisse du taux moyen de profit des entreprises (↗ Prix pétrole → ↗ Coût des produits → ↘ Revenus des entreprises). Afin de mettre fin à ce blocage de gain de productivité, il fallait recourir au développement de nouvelles technologies ce qui a propulsé la révolution technologique, commencée en 1969. Ceci engendre l'apparition de nouveaux produits et réduit la production industrielle des anciens articles. Enfin, le bouleversement général du monde économique, et l'entrée en matière de plusieurs pays comme le Brésil, l'Inde, et la Chine dans le monde économique engendre des inadaptations et des faillites globales provoquant ainsi l'augmentation du taux de chômage.

## Les Travaux et les Jourset la mythologie

### Titre de la pièce
Amoureux de la mythologie, Michel Vinaver a inséré un passage de l'œuvre d' Hésiode, à la préface de la pièce, afin de rendre hommage aux principes élaborés par le philosophe grec dans son ouvrage Les Travaux et les Jours, écrit au VIe s. av. J.-C.

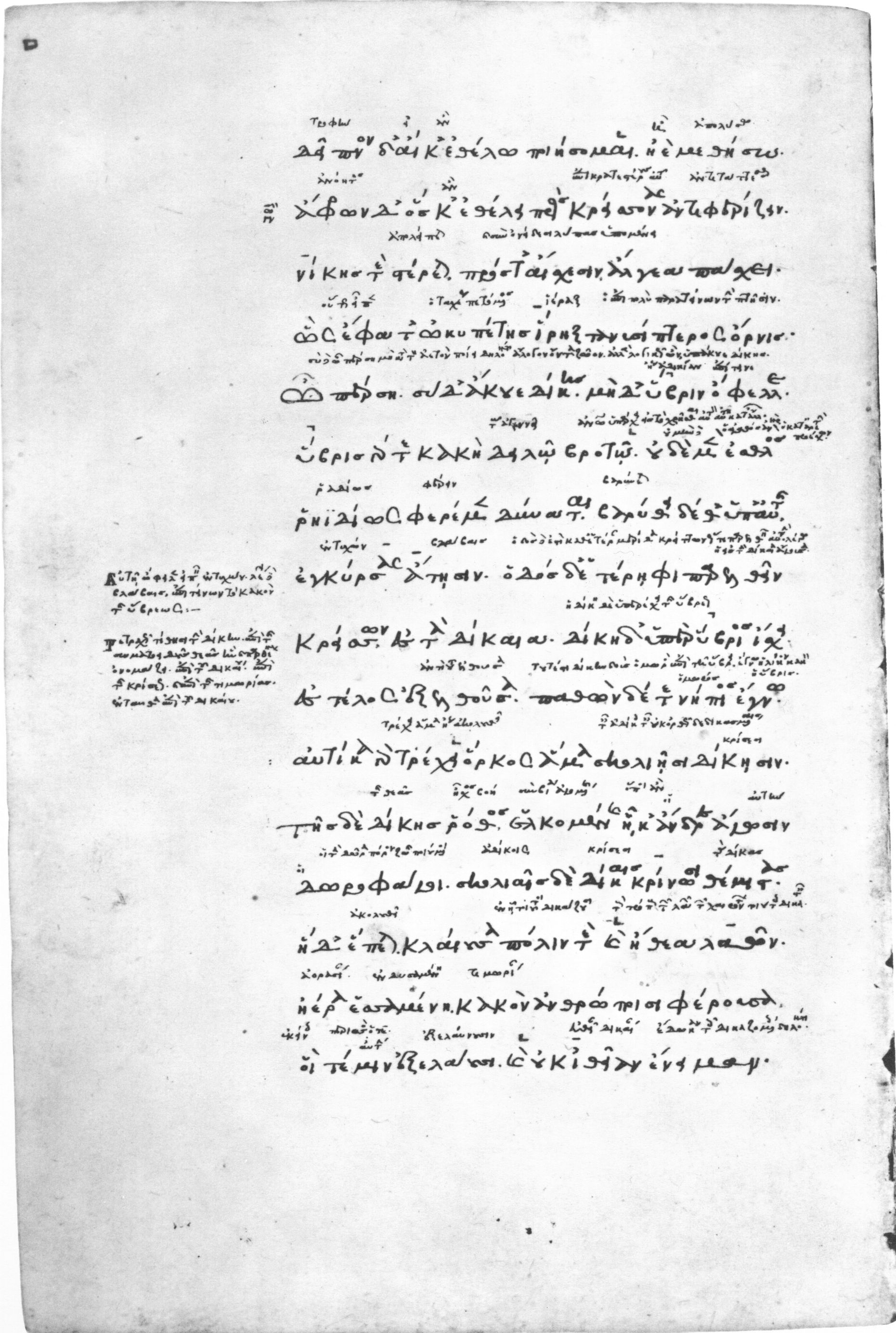
Page de L' œuvre d'Hésiode Les Travaux et les Jours, écrite au VIe siècle av.JC.

« Applique-toi de bon cœur aux travaux convenables, pour qu’en sa saison le blé qui fait vivre emplisse les granges. C’est par leurs travaux que les hommes sont riches en troupeaux et en or ; rien qu’en travaillant ils deviennent mille fois plus chers aux Immortels. Et plût au Ciel que je n’eusse pas à mon tour à vivre au milieu de la cinquième race, et que je fusse ou mort plus tôt ou né plus tard. Car c’est maintenant la race du fer. Ils ne cesseront ni le jour de souffrir fatigues et misères, ni la nuit d’être consumés par les dures angoisses que leur enverront les dieux. Du moins trouveront-ils encore quelques biens mêlés à leurs maux. Mais l’heure viendra où Zeus anéantira à son tour cette race d’hommes périssables : ce sera le moment où ils naîtront avec des tempes blanches. Le père alors ne ressemblera plus à ses fils ni les fils à leur père. » 

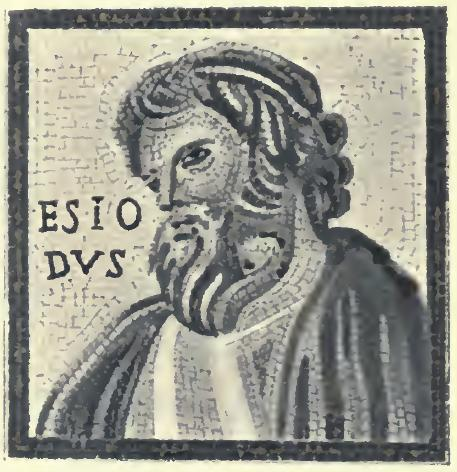
Hésiode en mosaïque

L'œuvre d'Hésiode témoigne du fait que « l'homme cherche incessamment à instituer des rapports avec un univers qui est autre irréductiblement ». Deux voix antagonistes entrent en résonance: l'une stimulant « l'espoir d'un monde qui aura enfin trouvé son ordonnance », l'autre exaltant « l'angoisse d'un monde en pleine dislocation». Au début de la pièce, les employés remplissent leur fonction malgré la crise et la grève des ouvriers de l'usine de Cosson. L'espoir anime leur persévérance, ils sont à la recherche de l'age d'or, celui de la prospérité de leur entreprise. Il y a effondrement de tout un univers, celui du SAV. Les employés sont inquiets de leur sort, mais cette frustration se dissipe dès qu'ils trouvent une solution personnelle. Le travail est un autre thème récurrent de la pièce, idée paradoxale, car Zeus punit les hommes en les faisant travailler.

## Mises en scène

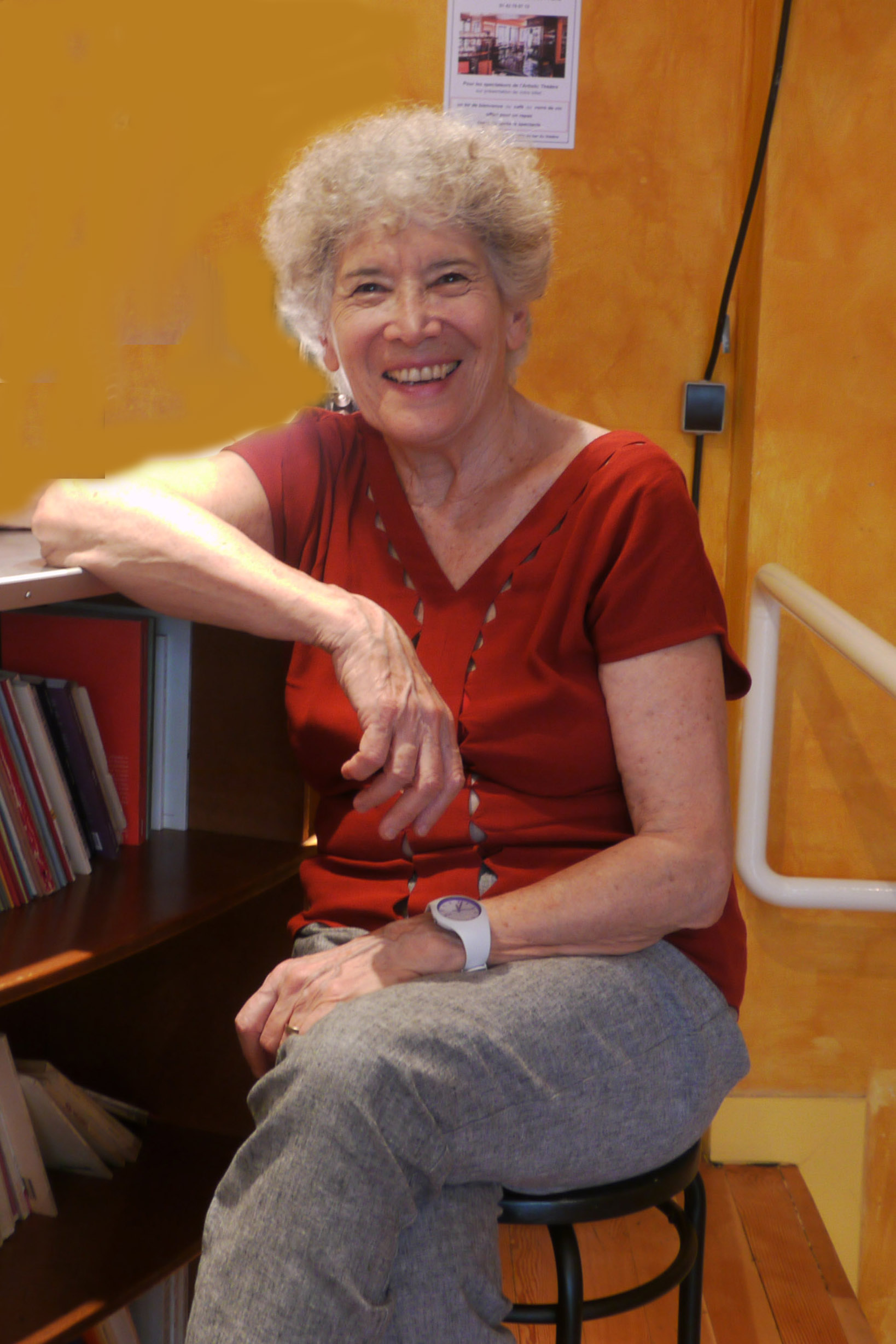
Anne- Marie Lazarini

Dans Écrits sur le théâtre 2, Michel Vinaver dit : « L'auteur est obligé d'être très attentif aux choix de qui fera la première mise en scène de sa pièce, et d'y réfléchir à deux fois. [...] En effet, la première mise en scène, quelle que soit sa qualité, a pour rôle primordial de fixer l'image du contenu de la pièce dans l'esprit des critiques et du public pour [...] vingt ans, ou pour toujours.»
Les mises en scènes de la pièce Les Travaux et les Jours :
- 1980 : mise en scène Alain Françon, au Centre Georges Pompidou, à Paris (le 7 mars)[19].
- 1990 : mise en scène par Elena Vuille- Mondada, au théâtre de l’Éphémère, à Lausanne[20].
- 1991 : mise en scène Monique Hervouët, au nouveau théâtre d'Angers[21].
- 1994 : mise en scène Jean-Marc Brisset, au Quartiers d'Hiver, à Toulouse[21].
- 2000 : mise en scène Anne-Marie Lazarini, à Artistic théâtre, à Paris[22].
- 2002 : mise en scène par Robert Cantarella, au théâtre Dijon- Bourgogne[23].
- 2006 : mise en scène par Fançois Rochaix, à la Grande Salle François- Simon, à Carouge, Genève[24].
- 2012 : mise en scène Valérie Grail, au théâtre Jean-Vilar de Vitry-sur-Seine[25].
- 2018 : mise en scène Isabelle Domenech, au Centre culturel de Coye-la-Forêt[26].

### Vinaver et le metteur en scène Alain Françon
Les Travaux et les Jours a été créée pour le metteur en scène Alain Françon. Dans Écrits sur le théâtre 2 , Michel Vinaver lui consacre un chapitre : 
Sur Françon
« On pourrait tracer une ligne de partage entre deux façons de mettre en scène.
L'une, c'est de chercher à étonner et à éblouir. C'est le théâtre de l'effet. Tous les moyens possibles, et de préférence à la limite de l'impossible, sont combinés pour produire l'effet. La représentation est une accumulation d'effets, que le metteur en scène agence en frappant de plus en plus fort; c'est l'approche spectaculaire.
L'autre, c'est la méthode qui ne se préoccupe ni d'étonner ni d'éblouir, ni de produire un effet, mais qui aborde un texte comme on aborderait un endroit inexploré, cherchant à en discerner les contours, les reliefs. La mise en scène n'impose rien, mais découvre; et l'effet en définitive se produit, un peu comme la récompense inattendue d'un travail bien fait.

Alain Françon a créé plusieurs de mes pièces et sans doute continuerons-nous à travailler côte à côte, parce que sa façon de faire - qui est de laisser l'effet se poser là plutôt que de l'imposer - correspond à la mienne quand j'écris; d'où mon sentiment qu'il y a, de moi à lui, une façon juste de prendre le relais. Une pièce de théâtre est grosse d'un nombre illimité de mises en scène possibles, dont aucune n'est la mise en scène juste. Mais il y a une façon juste d'aborder un texte et de le porter à la scène, c'est cette façon qui compte. »
Les Travaux et les Jours est l'une des représentations théâtrales avec L'Ordinaire qui incitent Michel Vinaver à « tenter l'aventure ». En effet, le dramaturge affirme que la création des  Travaux et les Jours par Françon en mars 1980 est « juste », mais instable. En effet, « d'une représentation à l'autre, on passait du meilleur au pire, et réciproquement », dit-il. La répartition des rôles est nette : Françon, qui est un metteur en scène d'une grande expérience, dirige les opérations sur le plateau; Vinaver, qui n'a jamais eu d'expérience directe de la scène, mène le travail à la table avec les comédiens. Mais la mise en œuvre est complétée par la dualité et la solidarité de ces deux. Le travail à la table reste compliqué pour le dramaturge qui se contraint à prendre du recul, à rester objectif sur la "méthode de lecture" du texte qu'il a lui-même composé.

### Distribution des personnages

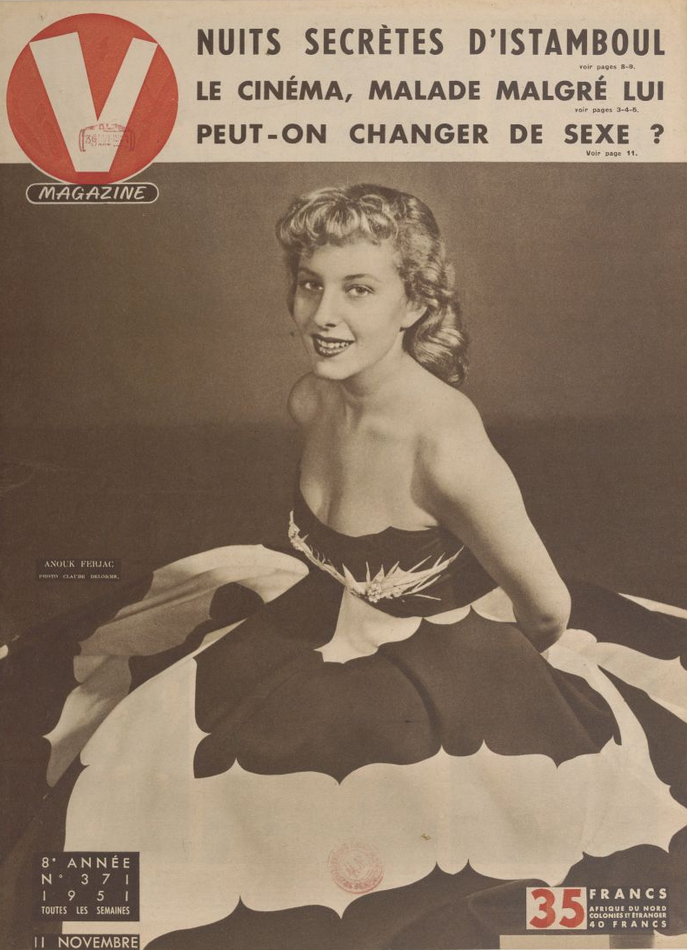
Anouk Ferjak

La liste des acteurs-personnages de la première pièce mise en scène par Alain Françon en 1980, au Centre Georges Pompidou, à Paris: 
- Anne : Anouk Ferjac
- Nicole : Emmanuelle Stochl
- Yvette : Maria Desroche
- Jaudouard : Daniel Dubois
- Guillermo: Jean-Louis Jacopin

## Accueil critique, réception